# マリリンジョイ
マリリンジョイ（1983年8月15日 - ）は、日本のお笑いタレント。実業家。北海道旭川市出身。
吉本興業（よしもとクリエイティブ・エージェンシー）所属で活動して来たが、2014年2月に退社してフリーとなり、現在はプロダクション兼制作会社、イベント企画、Tiktok、アイドル、セクシータレントなど100人を超えるタレントのプロデュース業なども兼任する。

## 略歴について
NSC東京校9期生出身。
2010年のM-1グランプリに、同じよしもと所属のヒッキー北風と組んだ「下ネタNG」と、「2000万パワーズ」のそれぞれのコンビで出場。
吉本興業所属のアニメキャラ芸人たちによるコメディーショー「劇団アニメ座」のメンバー。吉本興業退社後もゲストと言う形でアニメ座に出演している。

## ネタについて
段ボールで製作した人形の劇でネタを披露するものがあり、主なネタには『サザエさん』のパロディでブラックなネタを取り入れた「痛快サザエさん」（主に登場するのはタラちゃんとアナゴさん）、『101回目のプロポーズ』のパロディなどがある。しかし最後はバッファローマンやジョイナー、段ボールで作ったトラックや自動車などが乱入してセットを潰すというパターンである。この他、獣神サンダーライガーなどのキャラクター物真似も演じている。
その他にもキャタピラがついた台車に乗って登場し、ジョン・カビラのものまねをする「ジョン・キャタピラ」や、ブリーフ姿に顔にパンストを被って登場し、「私はどんな攻撃を受けても全くビクともしません! なぜなら私は世界最強のロボットだから!」とひたすら客の攻撃に耐え続ける「巨神兵」、段ボールで作ったきかんしゃトーマスの形をした被りものをして、偽善話をする「偽善者トーマス」などある。基本ネタは段ボールを使ったものが多く、本人いわく「え!?お笑いって学園祭の延長じゃないの!?」とする自称「学園祭芸人」である。
バッファローマンネタがきっかけで『キン肉マン』の作者ゆでたまご・中井義則と家族ぐるみの付き合いをするようになった。中井の息子の中井光義が芸能界に入るときに芸名に悩んでいて「お父さんゆでたまごなんだから、なまたまごだな!」と息子の芸名を考えた名付け親でもある。マリリンジョイとなまたまごは『あらびき団』の「キュートン甲子園」という素人参加のビデオ投稿企画に「ギュードン」というタイトルでキン肉マン芸人を集合させ応募し共演も果たしている。「ギュードン」メンバーにはハリウッドザコシショウ、すっぽん大学、三平×2なども参加している。
他に「もっこり貴族」という名前で活動することもある。もっこり貴族としては、バッファローマンに扮して紙芝居でネタを披露するもの（ブリッジとして、バッファローマンのテーマソング『悪魔の猛牛』を流してポーズをとる）や、ウルトラマンのパロディキャラ「キモトラマン」で漫談を披露するものなどがある。

## 評価について
月刊誌『マンスリーよしもとPLUS』では2010年NEXTブレイク芸人第11位に選ばれている。ピン芸人としては1位。

## 出演

### テレビ
- あらびき団（TBSテレビ、2009年2月4日（第61回）初出演 - 複数回出演）

### ニコニコ生放送
レギュラー
- MJ de NIGHT（東京GODバラエティ）（2015年11月12日 - ） - 第2、第4木曜放送

過去のレギュラー
- 夜MENウォッチ（東京GODバラエティ）（2014年11月4日 - 2015年10月20日） - 隔週火曜&水曜に出演

スペシャル・単発
- R藤本の水曜はじけてまざれ!（2009年9月16日初出演 - 複数回出演）
- 芸人ニコ電バトル〜マリリンジョイの挑戦〜（2011年1月29日）
- ニコニコ超会議出張版!! 吉本芸人 劇団アニメ座公演（2012年4月28日）
- 劇団アニメ座ニコニコ生放送!（2013年3月18日、2013年7月18日、2013年9月19日）

### その他のネット番組
- OLIVER’S WORLD（あっ!とおどろく放送局、2011年4月11日）

## ライブ
- 天津向プロデュース「アニ×ワラ」
  - アニ×ワラ（新宿FACE、2014年1月18日）
  - アニ×ワラ 14 WINTER（新宿BLAZE、2014年11月9日）
  - アニ×ワラ 2015 SUMMER（渋谷TSUTAYA O-EAST、2015年5月23日）
  - アニ×ワラ vol.5（新宿文化センター大ホール、2016年5月7日）

### 「劇団アニメ座」
- 劇団アニメ座 旗揚げ公演（2010年11月15日）
- 劇団アニメ座 2回目公演（2011年4月2日）
- 劇団アニメ座 大阪公演 〜あの旗揚げ公演を大阪で行きまーす〜（2011年7月2日）
- 劇団アニメ座 東名京ツアー 〜めぐりたい、そりゃ〜[7]（京都、2012年5月13日・名古屋、2012年5月19日・東京、2012年6月3日）
- 劇団アニメ座番外編〜思えばトークへ来たもんだ〜（2013年4月2日）
- 劇団アニメ座本公演〜Z・刻を越えて〜（2013年5月25日）
- 劇団アニメ座番外編 〜よりぬきアニメ座さん〜（2013年6月22日）
- 劇団アニメ座ツアー2013 〜アニメじゃない、ほんとのことさ〜（小倉、2013年7月20日・大阪、2013年8月17日・名古屋、2013年8月25日・東京、2013年9月22日）
- アニメ座寄席〜アニメキャラビルドファイターズ〜（13式催事空間、2013年12月22日）
- アニメ座寄席〜キャララキル〜（13式催事空間、2014年1月25日）
- アニメ座寄席〜キャラングダム〜（13式催事空間、2014年2月8日）
- 劇団アニメ座本公演〜旗揚げのやつを再び〜（よしもと幕張イオンモール劇場、2014年3月26日）
- アニメ座VSシリーズ（13式催事空間、2014年6月7日、2014年8月8日）
- 劇団アニメ座本公演 〜アニメの星へ愛を込めて〜（ルミネtheよしもと、2016年3月4日）